# 京都産業大学の人物一覧
京都産業大学の人物一覧（きょうとさんぎょうだいがくのじんぶついちらん）は、京都産業大学に関係する人物の一覧記事。

## 大学関係者

### 学祖
- 荒木俊馬 - 天文学者、物理学者

### 歴代学長
- 初代　荒木俊馬 -（1965年～1978年）※内1969年～1978年総長と呼称
- 2代目 柏祐賢 -（1978年～1996年）
- 3代目 新田政則 -（1996年～2002年）
- 4代目 坂井東洋男 -（2002年～2010年）
- 5代目 藤岡一郎 -（2010年～2014年）
- 6代目 大城光正 - (2014年～2020年）
- 7代目 黒坂光 - (2020年～）

### 理事長
- 廣岡正久 -（第7代理事長）法学部教授

### その他の役員
- ハーマン・カーン - 元学事顧問、未来学者、ハドソン研究所創設者
- アーノルド・J・トインビー - 元学事顧問、歴史学者
- 林語堂 - 元学事顧問、言語学者
- 岩畔豪雄 - 元理事、初代世界問題研究所長、元大日本帝国陸軍少将、「岩畔機関」長

### 教員
- 中野貞一郎 - 法務研究科教授、大阪大学名誉教授
- 初宿正典 - 法務研究科教授、京都大学名誉教授
- 植村和秀 - 法学部教授
- 川合全弘 - 法学部教授
- 木村雅昭 - 法学部教授、京都大学名誉教授
- 東郷和彦 - 法学部教授
- 高畠淳子 - 法学部教授
- 寺沢知子 - 法学部教授
- 中谷真憲 - 法学部教授
- 山田啓二 - 法学部教授、学長補佐、元京都府知事
- 新恵里 - 法学部准教授
- 須藤眞志 - 外国語学部教授
- 狭間直樹 - 外国語学部教授、京都大学名誉教授（中国史学）
- 川北稔 - 文化学部教授、大阪大学名誉教授（西洋史学）
- 木村光佑 - 文化学部教授
- 灘本昌久 - 文化学部教授、『ちびくろサンボ』復権に尽力
- 樋口裕一 - 文化学部教授、入試小論文・日本語論に関する著書多数
- 間宮茂樹 - 文化学部教授
- 宮川康子 - 文化学部教授
- 若松正志 - 文化学部教授
- 竹内茂夫 - 文化学部准教授
- 伊藤公雄 - 現代社会学部教授
- 西川信廣 - 現代社会学部教授
- 耳野健二 - 現代社会学部教授
- 脇浜紀子 - 現代社会学部教授、元読売テレビアナウンサー
- 後藤富士男 - 経済学部教授
- 玉木俊明 - 経済学部教授（経済史）
- 丹羽春喜 - 経済学部教授、大阪学院大学名誉教授
- 伊吹勇亮 - 経営学部准教授
- 岡潔 - 理学部教授
- 永田和宏 - 総合生命科学部教授、歌人
- 宮崎哲弥 - 客員教授、評論家
- 松本零士 - 客員教授、漫画家・宝塚造形芸術大学教授
- 上田秀明 - 客員教授、法学部専任教員
- 貝塚啓明 - 客員教授、東京大学名誉教授（経済学）、日本学士院会員
- 小出義夫 - 益川塾指導教授
- 松本直祐樹 - 非常勤講師、作曲家

### 元教員
- 渥美東洋 - 法務研究科教授（2005年 - 2014年）中央大学名誉教授
- 飯守重任 - 法学部教授
- 大石義雄 - 法学部教授（1966年 - 1982年）京都大学名誉教授（憲法学）
- 若泉敬 - 法学部教授、世界問題研究所所長（1966年 - 1980年）国際政治学者
- 足立幸男 - 法学部客員教授（2013年 - 2018年）京都大学名誉教授
- 泉井久之助 - 外国語学部教授（1969年 - 1980年）同学付設国際言語学学科研究所創設者
- 入矢義高 - 外国語学部教授（1977年 - 1995年）
- 藤猪省太 - 教養部助教授（1991年まで）[1]天理大学体育学部教授・柔道家
- 伊藤義教 - 教授
- 福田恆存 - 教授（1969年から1983年まで）[2] 評論家・劇作家・演出家・翻訳家
- 所功 - 名誉教授（元法学部教授）
- 益川敏英 - (～2019年3月) 理学部教授、京都大学名誉教授（理論物理学・素粒子論）、文化功労者（2001年）、ノーベル物理学賞、文化勲章（2008年）

## 主な出身著名人

### 政治

#### 現職国会議員
- 岩谷良平 - 衆議院議員 ※法科大学院
- 吉井章 - 参議院議員 ※中退

#### 元職国会議員
- 村上史好 - 元衆議院議員

#### 市町村長
- 池田高世偉 - 島根県隠岐の島町長
- 泉理彦 - 徳島県鳴門市長
- 世古口哲哉 - 前三重県明和町長
- 徳永繁樹 - 愛媛県今治市長
- 仲田一彦 - 兵庫県三木市長
- 中塚寛 - 福井県おおい町長
- 伏見隆 - 大阪府枚方市長
- 山中健 - 元兵庫県芦屋市長

### 行政
- 松原英夫 - 駐ギニア特命全権大使、外務省領事体制強化室長
- 原田武夫 - 元外交官、原田武夫国際戦略情報研究所創業者

### 経済
- 池田哲夫 - 小松マテーレ代表取締役社長、日本染色協会会長、日本繊維産業連盟副会長
- 泉谷直木 - アサヒグループホールディングス代表取締役会長、日本経団連審議員会副議長
- 白波瀬誠 - 京都中央信用金庫理事長
- 千代正實 - 京都放送代表取締役会長
- 竹田憲宗 - 北海道日本ハムファイターズ球団顧問
- 竹村幸造 - アーバンリサーチ創業者・代表取締役社長
- 寺崎孝二郎 - 油脂製品株式会社代表取締役社長
- 揚康次 - YSテック株式会社代表取締役社長
- 鈴鹿且久 - 聖護院八ツ橋総本店代表取締役社長
- 浅野光太郎 - 積和不動産代表取締役社長
- 堀尾容造 - ミヨシ油脂代表取締役社長
- 吉田正昭 - ルネサンス代表取締役社長、日本フィットネス産業協会会長
- 木下博隆 - 旭松食品株式会社代表取締役社長
- 木下学 - ホテルニューアワジ代表取締役社長
- 岡博章 - サンロッカーズ渋谷社長
- 菅剛史 - ガスコイン・カンパニー代表取締役社長
- 辻永順太 - オムロン代表取締役社長
- 西村昌史 - JEUGIA代表取締役社長
- 後藤純也 - 京都ハンナリーズＧＭ
- 堀場弾 - 堀場アドバンスドテクノ代表取締役社長
- 豆田敏典 - 来来亭代表取締役社長 ※中退
- 毛籠勝弘 - マツダ代表取締役社長兼CEO

### 研究者・学者
- 新恵里 - 同学法学部准教授
- 川上高司 - 拓殖大学教授
- 川田敬一 - 金沢工業大学教授
- 後藤富士男 - 同学経済学部教授
- 田口純 - 筑紫女学園大学教授・言語学者
- 竹内茂夫 - 同学文化学部准教授
- 土田和徳 - 日本薬科大学薬学部准教授
- 富永健 - 皇學館大学現代日本社会学部教授
- 山田修平 - 前鳥取短期大学学長、現学校法人藤田学院理事長

### 文学
- 安達紀子 - エッセイスト
- 武田頼政 - ノンフィクションライター
- 浜田秀哉 - 脚本家
- 直原冬明 - 推理作家
- 池田政之 - 脚本家、劇作家、演出家
- 藤井伸二 - 旅行作家、写真家、タイ料理研究家
- 大津光央 - 推理作家
- 石田ゆうすけ - 旅行ライター

### 音楽
- 水木れいじ - 作詞家
- 坂庭省悟 - ブルーグラス歌手、フォークシンガー、作曲家、元高石ともやとザ・ナターシャー・セブン
- 城田じゅんじ - ミュージシャン、バンジョー奏者、元高石ともやとザ・ナターシャー・セブン
- だててんりゅう - プログレッシブ・ロックバンド。隣雅夫、楢崎裕史、上田省吾、山下圭。
- 中村行延 - 歌手
- 堀内孝雄 （中退）- 歌手
- 三木道三 - レゲエミュージシャン
- 三井雅弘 - ミュージシャン、ラジオDJ、デザイナー
- 森俊之 - ミュージシャン
- 八野英史 - ミュージシャン
- ジェームス西田 - ミュージシャン
- 岡部亘 - ミュージシャン、作曲家
- 髙橋真弓 - シンガーソングライター
- 中土智博 - ミュージシャン、作曲家
- 加川良 - ミュージシャン
- AZUKI七 - キーボーディスト、作詞家、GARNET CROWメンバー
- 虹色侍ずま - ミュージシャン
- 石原祐介 （中退）- 声楽家(バリトン)、合唱指揮者[3]
- トモ藤田（中退）ギタリスト、教育家
- スキャット後藤 - 作曲家、編曲家、音楽プロデューサー、サウンドデザイナー

### 芸能
- 二世茂山七五三 - 狂言師、人間国宝
- 笑福亭鶴瓶（中退） - 落語家（京都産業大学落語長屋 童亭無学）
- 林家笑丸 - 落語家・上方落語協会会員
- リンゴ（ハイヒール） - 漫才師
- 北野誠 - お笑い芸人（京都産業大学落語長屋 童亭まこと）
- 甲本雅裕 - 俳優
- あのねのね
  - 清水国明 - タレント
  - 原田伸郎 - タレント（京都産業大学落語長屋 童亭寿限無）
- 中村行延 - フォークシンガー
- アイロンヘッド
- 石田靖 - お笑い芸人
- たかみち - お笑い芸人（プリンセス金魚）
- 岡野陽一（中退） - お笑い芸人 （巨匠→最高の人間）
- 本多スイミングスクール - お笑い芸人
- 梅垣義明 - 俳優（京都産業大学落語長屋 童亭梅三郎 WAHAHA本舗）
- 星野有香 - 女優
- 司裕介 - 俳優
- 山田明郷（中退） - 俳優
- 桂三度（中退）- 落語家・上方落語協会会員
- 五所の家小禄 - 落語家
- 渋谷天外 (3代目) - 喜劇俳優
- 倉本美津留 - 放送作家
- 中西健夫 - 音楽プロモーター（ディスクガレージ社長）
- もちろー - 俳優
- 赤木裕 - お笑い芸人（たくろう）
- 谷本一 - 俳優
- 要冷蔵 - 俳優
- あだち理絵子 - タレント
- 西村真 - 俳優
- 伊藤猛- 俳優
- 一文字弥太郎 - パーソナリティ・ローカルタレント・放送作家（「名切勝則」名義）
- SAORI - 「アンドロイドのお姉さん」として活動するモデル・YouTuber
- 米本学仁 - 俳優

### スポーツ
- 南波誠 - 日本のヨットセーラー、アメリカスカップに過去2回ニッポン・チャレンジの一員。
- 宇田由香 - 自転車競技選手、当校在籍時は陸上長距離走選手
- 轟賢二郎 - セーリング選手、アテネオリンピック銅メダリスト
- 山田幸代 - プロラクロス選手
- 坂本朱里 - スポーツクライミング選手
- 柴野由佳 - チアリーディング
- 松田光 - ソフトボール選手、世界選手権銀メダリスト、2019年世界野球ソフトボール連盟最優秀選手
- 戸邉香奈実 - ガールズケイリン選手

#### 陸上競技
- 小坂田淳 - 陸上競技男子短距離走
- 上門大祐 - 陸上競技男子長距離走
- 溝口和洋 - 槍投げ
- 木村泰子 - 陸上競技女子長距離走
- 佐藤由美 - 陸上競技女子長距離走
- 伊藤舞 - 陸上女子長距離走・リオデジャネイロ五輪女子マラソン日本代表
- 棚池穂乃香 - 陸上競技女子長距離走

#### 野球
- 小林晋哉 - 元プロ野球選手
- 勝村法彦 - 元アマチュア野球選手・元野球部監督
- 寺西秀人 - 元プロ野球選手
- 成本年秀 - 元プロ野球選手
- 倉義和 - 元プロ野球選手・広島東洋カープコーチ
- 光原逸裕 - 元プロ野球選手・野球部監督
- 平野佳寿 - プロ野球選手
- 丹波幸一 - 元プロ野球審判員、ゴルフティーチングプロ
- 谷博 - 元プロ野球審判員
- 岩橋慶侍 - 元プロ野球選手
- 北山亘基 - プロ野球選手・北海道日本ハムファイターズ

#### サッカー
サッカー部に所属していた人物については、Category:京都産業大学体育会サッカー部の選手を参照。
- 高木和道（中退） - 元サッカー日本代表・エアフォース・ユナイテッドFC
- 吉本哲朗 - 元サッカー選手・ヴァンフォーレ甲府U15GKコーチ
- 渡邉将基 - サッカー選手・横浜FC
- 吉川拓也 - 元サッカー選手
- 佐々木一輝 - サッカー選手・カターレ富山
- 安藤由翔 - サッカー選手・藤枝MYFC
- 西口諒 - サッカー選手・AC長野パルセイロ
- 前田悠斗 - サッカー選手・FC大阪
- 三宅貴憲 - サッカー選手・おこしやす京都AC
- 松田康佑 - サッカー選手・MIOびわこ滋賀
- 小笠原侑生 - サッカー選手・ カセートサート大学FC
- 馬場悠企 - サッカー選手・ ナコーンパトム・ユナイテッドFC
- 櫛田一斗 - サッカー選手・ いわてグルージャ盛岡
- 木匠貴大 - サッカー選手・FC大阪
- 射庭康太朗 - サッカー選手・いわてグルージャ盛岡
- 和田健太郎 - サッカー選手・FC大阪
- 田中颯 - サッカー選手・徳島ヴォルティス
- 食野壮磨 - サッカー選手・東京ヴェルディ
- 福井和樹 - サッカー選手・SC相模原

#### バスケットボール
- 福島雅人 - プロバスケットボール指導者
- 伊藤篤司 - バスケットボール指導者
- 菊池宏之 - プロバスケットボール選手（高松ファイブアローズ所属）：2006年卒業
- 堀川竜一 - プロバスケットボール選手（大阪エヴェッサ所属）：2002年卒業
- 菅谷徹 - バスケットボール選手（黒田電気所属）：2007年卒業
- 濱田卓実 - バスケットボール選手（パナソニック所属）：2007年卒業
- 菅裕一 - バスケットボール選手
- 坂井レオ - バスケットボール選手（アースフレンズ東京Z所属）：2016年卒業
- 上田隼輔 - バスケットボール選手（富山グラウジーズ所属）：2022年卒業
- 大庭岳輝　- バスケットボール選手（越谷アルファーズ所属）: 2020年卒業

#### ラグビー
- ここでは、日本代表選手経験者のみ掲載。

それ以外については、
- 伊藤鐘史 - ラグビー日本代表、リコーブラックラムズ、神戸製鋼コベルコスティーラーズ：LO、FL、No8
- 大畑大介 - ラグビー日本代表、神戸製鋼コベルコスティーラーズ／当校ラグビー部コーチ：WTB、CTB、FB
- 木下剛 - ラグビー日本代表、 NECグリーンロケッツ:PR
- 田倉政憲 - ラグビー日本代表、三菱自動車工業京都：PR
- 田中史朗 - ラグビー日本代表、パナソニック ワイルドナイツ：SH
- 長江有祐 - ラグビー日本代表、リコーブラックラムズ：PR
- 橋本大輝 - ラグビー日本代表、神戸製鋼コベルコスティーラーズ：FL
- 廣瀬佳司 - ラグビー日本代表、トヨタ自動車ヴェルブリッツ：日本代表の通算最多得点記録を持つSO）
- 前田達也 - ラグビー日本代表、NTT関西：SO、FB、WTB
- 山下裕史 - ラグビー日本代表、神戸製鋼コベルコスティーラーズ：PR
- 吉田明 - ラグビー日本代表、神戸製鋼コベルコスティーラーズ、当校 前監督：CTB

#### 柔道
- 松岡義之 - ロサンゼルスオリンピック柔道男子65kg級金メダリスト。
- 北薗新光 - パラリンピック柔道日本代表

#### 空手
- 小井義和 - 極真会館（全日本極真連合会）富山小井道場師範、世界大会日本代表、全中国大会優勝等
- 桑島靖寛 - 極真会館（全日本極真連合会）香川桑島道場師範、世界大会日本代表、元全日本王者
- 内田順久 - 空手家
- 荒賀知子 - 空手家
- 荒賀龍太郎 - 空手家 京都産業大学空手道部コーチ 東京オリンピック空手競技男子組手75kg超級銅メダリスト

#### ボウリング
- 吉田真由美 - プロボウラー
- 鈴木理沙 - プロボウラー
- 岸田有加 - プロボウラー

#### 馬術
- 大久保龍志 - JRA所属調教師
- 高柳大輔 - JRA所属調教師
- 宮本博 - JRA所属調教師
- 佐渡一毅 - 2018年ジャカルタアジア大会金メダリスト 2020年東京オリンピック日本代表

### マスコミ
- 武知邦明 - 元四国放送アナウンサー
- 立野純 - 四日市競輪場等場内実況アナウンサー
- 谷口キヨコ - αSTATION DJ  京都産業大学現代社会学部客員教授
- 鳴尾健 - 元福井放送アナウンサー
- 長谷川宏和 - 元北海道テレビ放送アナウンサー
- 前田麻衣子 - 中京テレビアナウンサー
- 宮本利之 - 長野放送アナウンサー
- 原田年晴 - ラジオ大阪(OBC)アナウンサー
- 本村忠司 - 元ラジオ大阪(OBC)アナウンサー
- 田畑智佳子 - 元NHK京都放送局キャスター・フリーアナウンサー
- 伊藤裕樹 - 福井放送(FBC)アナウンサー
- 木谷悠之介 - 元岡山エフエム放送(FM岡山)アナウンサー

### その他
- 英勉 - 映画監督
- 中野量太 - 映画監督
- ラッシャーみよし - AV監督
- 森岡順子 - 日本画家
- MON - イラストレーター
- 唯登詩樹 - 漫画家
- 劉敏史 - 写真家
- 岸本好弘 - ゲームクリエイター、ファミスタシリーズの創始者
- 金子哲雄 - 中小企業診断士：2009年修了
- 西川純 - 日本赤軍メンバー
- 松木薫 - 北朝鮮による拉致被害者
- けんき - プロゲーミングチームZETA DIVISION所属。元プロゲーマーで現在はストリーマー
- とーや - YouTuber。コヤッキースタジオ。コヤチャン。